# Henri Joseph François Parrat
Pour les articles homonymes, voir Parrat.
Henri Joseph François Parrat, (1er avril 1791, Delémont - 7 avril 1866, Porrentruy), fils d'Henri et de Françoise Koetschetné.
Instruit par un précepteur, il fréquente ensuite l'académie de Strasbourg. Professeur et bibliothécaire au collège de Porrentruy (1815-1818), commerçant en France et en Angleterre, membre de la Société statistique des districts du Jura (1832), c'est un linguiste et une personnalité politique suisse.
Il a notamment publié :
- plusieurs études sur les hiéroglyphes : il y discute la méthode Champollion et propose la sienne qui s'appuie sur la « langue chaldéenne », c'est-à-dire l'araméen[1] ;
- des ouvrages de linguistique comparée souvent surprenants : Principes d’étymologie naturelle basés sur les origines des langues sémito-sanscrites ; Les Tons chinois sont sémitiques ; Introduction à l’homophonie des langues sémitiques, sanscrite, grecque, latine, française et allemande ;
- un projet de langue simplifiée : la stœchiophonie.

Conservateur, il œuvre pour l'indépendance de l'Église catholique et en faveur d'écoles confessionnelles dans le Jura. Il est député au Grand Conseil bernois de 1835 à 1841. Après la chute des radicaux, il est élu conseiller d'État (1852-1853), où il tente vainement de faire passer ses idées ultramontaines. Il est de nouveau député de 1854 à 1858.

## Un orientaliste éclectique
Les brochures de Parrat donnent une idée des centres d’intérêt intellectuel de leur auteur. Outre, la botanique, la zoologie et la géologie qui semblent avoir retenu son attention entre 1838 et 1848 avec les parutions de la Théorie des courans [sic] souterrains ou Notice sur la formation des vallées et des montagnes du Jura suivant un mode naturel analogique, du  Troisième embranchement ou grande division du règne animal. Animaux articulés… du Tableau circulaire phyllographique, ses préoccupations principales sont d’ordre linguistique.
Auteur dès 1842 d'études sur les langues orientales, surtout l'araméen, il entra à la Société orientaliste d'Allemagne en 1852.

### Déchiffrement des hiéroglyphes au moyen du chaldéen et remise en cause des travaux de Champollion
La langue chaldaïque sert, selon lui, de clé à la traduction des hiéroglyphes égyptiens.
Entre 1851 à 1864, deux ans avant sa mort, plusieurs de ses écrits portent sur cette question et notamment sa Première traduction française de l’inscription hiéroglyphique de la pierre de Rosette qui porte en exergue ce nota bene : « Le texte hiéroglyphique, qui n’a rapport qu’à Ptolémée Lagus (Ptolémée Soter), à lui seulement, n’a jamais été traduit. La traduction française que l’on possède, est celle du texte grec, qui comprend les Ptolémées, successeurs du premier, et n’est pas l’interprétation du texte hiéroglyphique. »
Publiée en 1852 dans le Journal du Jura, cette traduction a été précédée en 1851 par une Inscriptionis Rosettanae interpretatio semitica et latina où le texte hiéroglyphique est superposé à ses traductions en hébreu (ou en araméen ?) et en latin. Une Tabula Rosettana chaldaicè, littera pro signo hieroglifico, expressa paraît également dans les mêmes années.
À cette date, la partie hiéroglyphique de la pierre de Rosette a été traduite par Champollion depuis plus de vingt-cinq ans. Henri Parrat ne l’ignore pas. Dans un article sur les hiéroglyphes paru dans le Jura en 1852  sous la forme d’un « Dialogue […] entre un égyptologue et un ancien professeur », il dit bien ce qu’il doit au « créateur de la science hiéroglyphique »… pour mieux mettre en valeur sa propre interprétation : 
« Le Prof.  Occupé de la comparaison des langues sémitiques et sansécrites, j’ai été obligé de faire quelques recherches sur la structure du caractère de ces langues ce qui m’a amené naturellement à l’examen des signes hiéroglyphiques. J’ai feuilleté les ouvrages de Champollion sans les étudier autrement que par rapport à mes recherches philologiques et sans avoir la moindre idée de traduire un jour des hiéroglyphes. La principale conséquence que j’en avais tirée était que la langue des hiéroglyphes devait réellement être le copte puisque ce créateur de la science hiéroglyphique l’avait vu ainsi, il ne m’appartenait pas à moi novice de voir autrement. J’ai donc, abstraction faite des signes dont un grand nombre me rappelaient des lettres sémitiques, comparé les mots coptes que je connaissais avec les mots sémitiques correspondants : il s’est trouvé que les lettres acrophoniques établies par Champollion, étaient tout aussi propres à l’hébreu qu’à la langue copte, et que les signes s’y adaptaient avec encore plus de facilité qu’à la dernière de ces deux langues […] Je n’ai pas été longtemps sans m’apercevoir que l’hébreu seul n’était pas la langue des hiéroglyphes ; mais bien plutôt le chaldéen […] un signe hiéroglyphique n’est pas autre chose qu’une lettre chaldaïque… »
Sa Notice sur la structure et la constitution des hiéroglyphes égyptiens parue l’année suivante se réfère elle aussi à l’œuvre du père de l’égyptologie pour mieux en limiter la portée : « Depuis la découverte de Champollion on a beaucoup écrit sur les hiéroglyphes, mais l’on en a d’autant moins expliqué. Les égyptologues s’étendent sur les attributs des dieux égyptiens, font des descriptions pompeuses de la glyptique […] ; mais des traductions, fort peu ou point ; à moins qu’il ne se trouve à leur disposition une traduction ou prétendue traduction grecque. » Il réaffirme une fois encore que « les inscriptions hiéroglyphiques sont écrites en chaldéen » et non en copte comme le pensait Champollion, d’où les difficultés éprouvées par les égyptologues qui font « du copte avec des lettres acrophoniques chaldéennes, c’est-à-dire, avec les initiales des mots qui expriment en chaldéen ou en syriaque les signes de l’écriture hiéroglyphique ».

### Origine et parenté des langues: de l'importance des langues sémitiques
Outre la question du déchiffrement des hiéroglyphes au moyen du chaldéen, il s’est intéressé à l’origine et à la parenté des langues. C’est même cette première recherche qui l’a amené à s’intéresser aux hiéroglyphes. Selon lui, l’étude des langues sémitiques devrait permettre de démontrer qu’elles sont l’origine des langues indo-européennes. Pour lui, « comme il n’y a qu’une seule race d’hommes, doués du même organe vocal, il n’y a pareillement qu’une seule langue mère de toutes les autres, la langue hébraïque », conviction qui semble plus d’origine religieuse que réellement scientifique. La partie la plus importante de ses Principes d’étymologie naturelle basés sur les origines des langues sémitico-sanscrites (Paris, 1854) est un tableau synoptique des analogies entre hébreu et sanscrit intitulé « Origine sémitique des langues indo-européennes, prouvée par l’analyse du premier chapitre de la Genèse ».
La même année, un critique exécute cet essai dans le Zeitschrift der deutschen morgenlaendischen Gesellschaft de Leipzig (Achter Band, IV. Heft) en une formule assassine :
« Ein Specimen extravagenter Sprachmengerei und wild-phantastischer Vergleichung » (voir traduction ci-dessous).
Dix ans plus tard, Parrat écrira non sans humour, dans son Introduction à l’homophonie des langues sémitiques, sanscrite, grecque, latine, française et allemande (Mulhouse, 1864) : 
«  C’était vraiment un tour de force de la science moderne ; quatre mots de langues différentes et un hybride dans deux lignes, c’est du génie allemand ; la politesse française n’y parviendra pas.
Ein Specimen (latin) un échantillon,
extravaganter (français) d’extravagant,
Sprachmengerei (allemand) mélange de langues,
und et, phantastischer (grec) de fantastique,
wildphantastischer (superlatif hybride), sauvage fantastique,
Vergleichung comparaison. »
Toujours en 1854, Parrat publie le surprenant Les Tons chinois sont sémitiques. Il sera suivi d’un Novum specimen quo probatur iterùm linguarum indi-europaearum origino semitica (Frankfurt et Mulhouse, 1855), bientôt suivi d’un Tableau étymologique de la langue allemande comprenant ses analogies sanscrites et leurs origines sémitiques (Mulhouse,1859). Ses deux dernières œuvres connues sont l’Introduction à l’homophonie des langues citée ci-dessus et une Homophonia linguarum pars prima. Monographia hebræo-sanscrita (Mulhouse, 1865).

### L’inventeur méconnu d’une langue universelle
Qui s’intéresse à l’origine des langues et à leurs plus ou moins grande parenté semble être amené irrésistiblement à rêver de dépasser ce monde babelisé grâce à la création d’une langue universelle. Sa Stœchiophonie dont les deux éditions se situent précisément entre ses premiers et ses derniers écrits sur l’homophonie des langues sémitiques et sanscrites semble correspondre à une telle ambition.

### Outils utilisés pour établir la liste des ouvrages d'Henri Parrat
La bibliographie ci-dessous a été établie pour l'essentiel à l'aide des outils suivants :
- Gustave Amweg, Bibliographie du Jura bernois Ancien évêché de Bâle, Porrentruy, 1928 ;
- Calalogue des imprimés de la Bibliothèque nationale ;
- un volume relié regroupant la plupart des ouvrages de Parrat (collection personnelle).

### Ouvrages d'Henri Joseph François Parrat (classement chronologique)
- La Némésis. Journal satirique conservateur paraissant à intervalles irréguliers, autographié et imprimé. De mai 1834 à 1836.
- À mes citoyens de Porrentruy (À propos du vote sur l’école normale mixte). 1836. In 8°.
- Théorie des courans [sic] souterrains ou Notice sur la formation des vallées et des montagnes du Jura suivant un mode naturel analogique.1838. 8 p. In 8°. (Cf. AMWEG)
- Application de la théorie des courans [sic] souterrains à la formation des vallées et montagnes des environ de Porrentruy. Porrentruy, G. Fallot, s.d. 10 p. In 8°. Supplément de la brochure précédente.
- Troisième embranchement ou grande division du règne animal. Animaux articulés… S.l., 1838. In fol. plano.
- Géologie. Registre gr. fol. 1839. Ouvrage manuscrit avec des coupes de terrains. Porrentruy, Bibliothèque Gustav Amweg.
- Tableau circulaire phyllographique.  Berne, Wehrlin et Bildingmeyer, 1842. In-fol. plano.
- Traduction chaldaïque, latine et française de l’inscription hiéroglyphique du grand cercle du zodiaque de Denderah.  Porrentruy, V. Michel, 1851. In-fol, 1 p. Autographie.
- Principes d’étymologie naturelle basés sur les origines des langues sémito-sanscrites, Paris, Vve Dondey-Dupré, 1851. Exemplaire numérisé sur Google
- Inscriptionis Rosettanæ interpretatio semitica et latina. Porrentruy, impr. V. Michel, 1851. In-fol, 1 f.. avec hiéroglyphes et caractères sémitiques et 1 f. d’introduction adressé au lecteur en latin. Autographié.
- Tabula Rosettana chaldaicè, littera pro signo hieroglifico, expressa. Mulhouse, J.-P.Risler, 1852. In fol. plano. Caractères hébreux.
- Texte chaldéen de l’inscription de la Pierre de Rosette. [Mulhouse], impr. de J.-P. Risler, février 1852.
- « Première traduction française de l’inscription hiéroglyphique de la pierre de Rosette », Journal du Jura, 29 avril 1852, Porrentruy, impr. V. Michel. In-fol, plano.
- Trois articles « Sur les hiéroglyphes égyptiens », Journal du Jura, Porrentruy, 1852, n° 5 (20 janvier), n° 18 (29 avril) et n° 25 (17 juin). Les deux premiers reprennent 04 et 08 avec des commentaires. Le dernier est un « Dialogue sur le système hiéroglyphique expliqué par le chaldéen entre un égyptologue et un ancien professeur ».
- « Traduction de l’inscription de l’obélisque d’Héliopolispar le chaldéen », Revue suisse, Neuchâtel, août 1852.
- « Traduction par le chaldéen d’un Psaume égyptien, tiré du papyrus intitulé Todtenbuch der AEgypter », Revue suisse, Neuchâtel,  juillet 1853.
- Le Nilomètre (ancien), extraits  traduits par le chaldéen de la Table isiaque et du Todtenbuch. 20 septembre 1853.
- Notice sur la structure et la constitution des hiéroglyphes égyptiens. S.l [Mulhouse, impr. de J.-P. Risler ?], novembre 1853. In 8°, 8 p.
- Philologus chaldaicus. Voces graecorum et latinorum quas dicunt ægyptiacas chaldaicè exponens ; sequitur Interpretatio alphabeti hebraici.  Mulhouse, impr. J.-P. Risler, 1854. In-4°, 24 p.
- Les Tons chinois sont sémitiques. S.l., n.d. [1854]. In 4° oblong, 7 p. Lithographié.
- Les 36 000 ans de Manéthon  suivis d’un tableau des rois d’Égypte et des Hébreux. Porrentruy, impr. de V. Michel, 1855. In 8°, 34 p.	G.31678
- Novum specimen quo probatur iterùm linguarum indo-europæarum origino semitica. Confirmation de la théorie émise dans les Principes d’étymologie naturelle. Mulhouse, impr. de J.-P. Risler ; Frankfurt a. M., Buchandlung  von Th. Voelker, 1855. In-8°, 51 p[3].
- Tables arithmotéliques. Porrentruy, 1855
- Nouveau système de traduction des hiéroglyphes égyptiens au moyen de la langue chaldéenne avec l’explication des signes. Porrentruy, impr. de Feusier et Pernot, 1857. In-fol, 54-44 p. Autographie.
- Langue simplifiée. Porrentruy, 1858.
- Hymne au soleil, traduit d’un stèle hiéroglyphes. Mulhouse, 1859.
- Tableau étymologique de la langue allemande comprenant ses analogies sanscrites et leurs origines sémitiques. Mulhouse, J.-P. Risler, [1859]. In-4°, 4 p.
- « Des idiomes patois et du patois de Delémont en particulier », in Actes de la société jurassienne d’émulation réunie à Neuveville le 22 septembre 1859. Porrentruy, 1861
- Stoechiophonie oder vereinfachte Sprache. Solothurn, 1861.
- Stœchiophonie ou la langue simplifiée, 2e édition. Soleure, impr. J. Gassmann, 1861. In-8°, viii-43 p.
- Le Déluge égyptien, traduit du Todtenbuch. Porrentruy, 1861.
- Inscription phénicienne découverte par Mr Mariette dans le sérapium de Memmphis sur une pierre de libation déposée au Louvre.  S.l., s.n., 1862. In-fol, 1 p. Lithographié.
- Introduction à l’homophonie des langues sémitiques, sanscrite, grecque, latine, française et allemande. Mulhouse, J.-P. Risler, 1864. In-4°, 42 p., planche lithographiée.
- « Une erreur en hiéroglyphes », Gazette jurassienne, n° 52, Porrentruy, décembre 1864, 1 f.
- Homophonia linguarum pars prima. Monographia hebræo-sanscrita. Mulhouse, J.-P.Risler, 1865. In-4°, 4 p.